# Point de Schelling
 (août 2015).
Si vous disposez d'ouvrages ou d'articles de référence ou si vous connaissez des sites web de qualité traitant du thème abordé ici, merci de compléter l'article en donnant les références utiles à sa vérifiabilité et en les liant à la section « Notes et références ».
Le point de Schelling ou point focal est, en théorie des jeux — mais sans qu'il y ait forcément de rivalité — une solution à laquelle les participants à un jeu de « coordination pure » qui ne peuvent pas communiquer entre eux sur ce sujet auront tendance à se rallier, parce qu'elle leur semble présenter une caractéristique qui la fera choisir aussi par l'autre. 
C'est l'économiste américain Thomas Schelling qui l'a présentée pour la première fois en 1960 dans son plus fameux ouvrage, The Strategy of conflict (en français La Stratégie du conflit, 1986). 
Thomas Schelling donne en exemple l'incident qui l'a porté vers cette réflexion lors d'un voyage, celui de deux personnes qui sont séparées fortuitement, sans avoir pu se donner rendez-vous. Où ont-elles le plus de chances de se retrouver, chacune connaissant ses propres préoccupations, ce que l'autre en sait, et celles de l'autre ? Les critères étant qu'on puisse le trouver et l'atteindre facilement, il était arrivé à trois endroits : la mairie, le commissariat mais à l'époque, le bureau de poste présentait un avantage de plus.
Dans les années 1950, d'après un questionnaire qu'il leur avait remis, le point focal de ses étudiants à Yale était l'horloge de la Grand Central Station à New York, parce que les filles étudiaient à des universités différentes et qu'il fallait prendre le train pour se rencontrer. Celui des non-étudiants, la poste centrale. À Paris, la Tour Eiffel.
La notion s'applique aux participants à un conflit chacun ayant des buts de guerre et des limites à ne pas dépasser et pouvant imaginer celles de l'autre. Même sans communiquer, elles peuvent quand même se retrouver sur certains modes de belligérance tout en évitant les autres. 

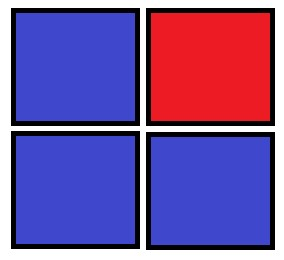
Exemple de jeu de coordination

Les théoriciens se sont empressés d'imaginer des situations plus formalisées, artificiellement simplifiées, comme le jeu où on présente à deux participants isolés deux panneaux identiques portant chacun quatre cases, en leur annonçant que si les deux choisissent la même, ils recevront une récompense. Il suffit que l'une des cases présente une caractéristique qui la distingue des autres — comme une couleur différente — pour que chacun, sachant que l'autre peut l'observer aussi, trouve rationnel de la désigner. Et c'est ce que les expériences montrent dans la plupart des cas.
Par exemple, invités à citer séparément un nombre entier sachant qu'on les « récompensera » s'ils choisissent le même, un nombre substantiel de participants choisissent le nombre 1, parce qu'il se distingue, si peu que ce soit, des autres entiers.